# Kanton Amiens-6
Kanton Amiens-6 (fr. Canton d'Amiens-6) je francouzský kanton v departementu Somme v regionu Hauts-de-France. Tvoří ho pět obcí a část města Amiens. Zřízen byl v roce 2015.

## Obce kantonu
- Amiens (část)
- Dury
- Hébécourt
- Rumigny
- Sains-en-Amiénois
- Saint-Fuscien